# Trichocentrum margalefii
Trichocentrum margalefii är en orkidéart som först beskrevs av Eric Hágsater, och fick sitt nu gällande namn av Mark W. Chase och Norris Hagan Williams. Trichocentrum margalefii ingår i släktet Trichocentrum och familjen orkidéer. Inga underarter finns listade i Catalogue of Life.